# カミュー・ケイド
カミュー・ケイド（Camu Cade、1992年7月7日 - ）は、日本の元俳優、元ジャニーズJr.である。大分県出身。

## 来歴
長瀬智也の大ファンで、会いたいという思いを聞いた親が履歴書を送り、ジャニーズ事務所に入所。ジャニーズJr.内ユニット・Hip Hop Jumpのメンバーとしても活動する。

## 出演

### テレビドラマ
- 3年B組金八先生 第8シリーズ（2007年10月11日 - 2008年3月20日、TBS）茅ヶ崎紋土 役[1]